# Ilija Lukić
Pour les articles homonymes, voir Lukić.
Ilija Lukić (en alphabet cyrillique Илија Лукић), né le 21 janvier 1942 à Belgrade, était un joueur et un entraîneur de football yougoslave puis serbe qui évoluait sur les terrains au poste d'attaquant.

## Carrière

### En tant que joueur
Ilija Lukić fait ses débuts au FK Železnik, club de sa ville natale, Belgrade. À 19 ans, il rejoint le FK Priština, club de deuxième division yougoslave, où il s'affirme comme l'un des meilleurs attaquants du pays. Recruté par le prestigieux Partizan Belgrade, il n'y reste que quelques mois avant de s'exiler aux États-Unis, en 1967.
Transféré chez les Oakland Clippers, en Californie, Lukić y marque onze buts en dix-huit apparitions et y remporte le titre en National Professional Soccer League. De retour en Europe, il fait un bref passage chez les Néerlandais de Heracles Almelo avant de signer à l'été 1969 en faveur du Stade rennais. En Bretagne, il remplace son compatriote Silvester Takač et forme une paire d'attaque avec Daniel Rodighiero. Il joue un rôle prépondérant pour sa première saison, marquant dix buts en championnat, mais voit son influence diminuer lors de la seconde, concurrencé par André Betta et André Guy. Il ne participe d'ailleurs pas à la finale de la Coupe de France, remportée par les Rennais face à l'Olympique lyonnais (1 - 0).
Malgré un intérêt de Caen, Lukić rejoint en 1971 le FC Rouen, en Division 2. Il y marquera neuf buts en dix-neuf apparitions. Cet épisode rouennais clos sa carrière en France. Lukić terminera son parcours de joueur dans des clubs autrichiens et belges de second rang, y cumulant les fonctions d'entraîneur.

### En tant qu'entraîneur
Le parcours d'entraîneur d'Ilija Lukić le voit exercer successivement en Autriche, en Belgique, en Yougoslavie, en Zambie puis en Tunisie. Au début des années 1990, il rejoint finalement la péninsule Arabique où il récoltera la plupart de ses honneurs en tant qu'entraîneur. Exerçant alternativement aux Émirats arabes unis et en Arabie saoudite, Lukić dirige principalement Al Ittihad Djeddah, remportant la Coupe d'Asie des vainqueurs de coupe en 1999.

## Palmarès
En tant que joueur
- 1968 : National Professional Soccer League avec les Oakland Clippers
- 1971 : Vainqueur de la Coupe de France de football avec le Stade rennais UC

En tant qu'entraîneur
- 1992 : Championnat des Émirats arabes unis avec Al Wasl Dubaï
- 1997, 1999 et 2000 : Championnat d'Arabie saoudite avec Al Ittihad Djeddah
- 1997 et 1999 : Vainqueur de la Coupe d'Arabie saoudite de football avec Al Ittihad Djeddah
- 1997 : Vainqueur de la Coupe Crown Prince d'Arabie saoudite avec Al Ittihad Djeddah
- 1998 : Vainqueur de la Coupe des Émirats arabes unis de football avec le Sharjah SC
- 1999 : Vainqueur de la Coupe d'Asie des vainqueurs de coupe avec Al Ittihad Djeddah
- 1999 : Vainqueur de la Coupe des clubs champions du golfe Persique avec Al Ittihad Djeddah
- 2001 : Championnat des Émirats arabes unis avec Al-Wahda